# Raymond Wallentin
Karl Bernhard Reinhold (Raymond) Wallentin, född 9 september 1906 i Kalmar, död där 2 augusti 1988, var en svensk målare.
Han var son till maskinisten Adrian Wallentin och Elsa Söderberg och från 1932 gift med Svea Eleonora Enolis. Med undantag av en kortare tids studier för Ivan Hoflund i början av 1930-talet var Wallentin autodidakt som konstnär. Han fullföljde även en teckningskurs från Hermods Korrespondensinstitut och bedrev självstudier under resor till bland annat Schweiz, Italien, Frankrike och London. Separat ställde han ut ett flertal gånger i Kalmar och han medverkade i flera samlingsutställningar bland annat Hantverkets jubileumsutställning i Kalmar 1947, Sydöstra Sveriges konstförenings höstsalonger i Oskarshamn och flera utställningar med provinsiell konst i Kalmar. Bland hans offentliga arbeten märks väggmålningen Meditation vid Nya stadsträdgården i Kalmar. Hans konst består ofta av stadsbilder och landskap utförda i olja, pastell eller akvarell. Wallentin är representerad vid Kalmar konstmuseum. Han är gravsatt i minneslunden på Södra kyrkogården i Kalmar.